# Jake Livermore
Jake Livermore, né le 14 novembre 1989 à Enfield (Londres), est un footballeur international anglais qui évolue au poste de milieu de terrain.

## Biographie

### En club
Né dans le borough londonien d'Enfield, Livermore commence à jouer au football au centre de formation de Tottenham Hotspur. Convoqué pour la première fois en équipe première lors d'un match amical face à Stevenage en juillet 2007, il est prêté un mois à Milton Keynes Dons en février 2008. Le 11 juillet suivant, il est de nouveau prêté pour un mois à Crewe Alexandra. Cependant, il se fracture le péroné durant un match amical contre Wrexham et est forcé de retourner à Tottenham se soigner, sans avoir pris part à un seul match officiel sous le maillot du club de Crewe. 
Le 10 août 2009, Livermore est prêté pour un mois à Derby County. Il marque son premier but en professionnel face à Nottingham Forest mais ne peut empêcher la défaite de son équipe (3-2). En janvier 2010, il rejoint le club de Peterborough United en prêt jusqu'à la fin de la saison. Il prend part à neuf rencontres et marque un but avant d'être rappelé par Tottenham le 2 mars 2010 à cause des nombreuses blessures au sein de l'effectif des Spurs.
Le jeune milieu anglais prend finalement part à son premier match officiel avec Tottenham en entrant en cours de rencontre face à Stoke City le 20 mars 2010.
Fin septembre 2010, il est prêté pour trois mois à Ipswich Town. Il participe à douze matches de championnat et réintègre l'effectif du club londonien en janvier 2011. 
Le 24 mars 2011, Livermore rejoint Leeds United jusqu'à la fin de la saison dans le but d'aider le club à se maintenir en Premier League. Le 2 avril, il fait ses débuts sous le maillot de Leeds en entrant en cours de match face à Nottingham Forest. 
De retour de prêt, Jack Livermore marque son premier but avec les Spurs lors du match de qualification pour la Ligue Europa largement remporté par les Spurs aux dépens du club écossais de Heart of Midlothian (0-5) le 18 août 2011.
Prêté à Hull City pour la saison 2013-2014, Livermore prend part à 41 rencontres toutes compétitions confondues (3 buts). Le 25 juin 2014, il signe un contrat de trois ans avec les Tigers. En mai 2015, il est suspendu par le club à la suite d'un résultat positif à un contrôle de cocaïne. Il retrouve cependant les terrains fin septembre 2015.
Le 20 janvier 2017, il signe un contrat de quatre ans et demi avec West Bromwich Albion.

### En sélection
Le 15 août 2012, Livermore honore sa première sélection en A lors d'un match amical face à l'Italie (victoire 2-1). Le 16 mars 2017, il est nommé dans la liste des joueurs convoqués par Gareth Southgate pour disputer les matchs face à l'Allemagne (amical) et la Lituanie (éliminatoires de la Coupe du monde 2018), quatre ans et demi après son unique sélection avec les Three Lions.

## Palmarès

### En club
- Hull City
  - Finaliste de la Coupe d'Angleterre en 2014.